# Bohuslav Ličman
Bohuslav Ličman (4. ledna 1924 Prešov – 11. června 2001 Praha) byl český herec, dlouholetý člen Divadla Jaroslava Průchy.

## Filmografie (výběr)
- 2000 Oběti a vrazi
- 2000 Der Lebensborn – Pramen života
- 1998 Je třeba zabít Sekala
- 1998 Postel
- 1998 Na lavici obžalovaných justice
- 1998 Život na zámku
- 1992 Dobrodružství kriminalistiky
- 1990 Byli jsme to my?
- 1990 Silnější než já
- 1988 Rodáci
- 1987 Zuřivý reportér
- 1987 Mág
- 1984 Poklad hraběte Chamaré
- 1983 Lékař umírajícího času
- 1983 Sestřičky
- 1981 Pozor, vizita!
- 1980 Okres na severu
- 1979 Causa Králík
- 1979 Lásky mezi kapkami deště
- 1977 Což takhle dát si špenát
- 1976 Osvobození Prahy
- 1974 Zbraně pro Prahu
- 1973 Milenci v roce jedna
- 1973 Dny zrady
- 1969 Po stopách krve
- 1964 Za pět minut sedm
- 1956 Zlatý pavouk
- 1950 Malý partyzán

## Dabingová filmografie (výběr)
- 1990 Hanussen
- 1990 Nástrahy velkoměsta
- 1989 Wall Street
- 1989 Plukovník Redl
- 1988 C.K. dezertéři
- 1988 Nahá láska
- 1988 DARYL
- 1986 Krutá romance
- 1986 Sicilská spojka
- 1986 Sicilska spojka
- 1985 Boj o Moskvu
- 1985 Operace Banzaj
- 1985 Moji přátelé II
- 1985 Noc sv. Vavřince
- 1985 100 dní v Palermu
- 1985 Panna nebo orel
- 1984 Veselé Velikonoce (policista)
- 1984 Rána deštníkem
- 1984 E.T. – Mimozemšťan
- 1983 Zlo pod sluncem
- 1983 Ach, milý Harry!
- 1982 Borsalino a spol.
- 1982 Agónie - konec Rasputina
- 1982 Záletník
- 1981 Všichni prezidentovi muži
- 1981 Nepřítel lidu
- 1981 Bože, jak hluboko jsem klesla
- 1979 Soudce zvaný šerif
- 1979 Černý korzár
- 1979 Hořčice mi stoupá do nosu
- 1979 Maratónec
- 1978 Šakal
- 1977 Aféra z titulní stránky
- 1977 Vůně cibule
- 1976 Giordano Bruno
- 1975 Kit a spol.
- 1975 Není kouře bez ohně
- 1974 Přiznání policejního komisaře prokurátorovi republiky
- 1971 Dívka s pistolí